# Улангин, Игорь Аркадьевич
Игорь Аркадьевич Улангин (род. 27 марта 1962, Чебоксары) — российский художник, издатель. Сын заслуженного тренера РСФСР А. Г. Улангина, брат художника Олега Улангина. Организатор фестиваля Art-Week Чебоксары.

## Творческая биография
В 1984 году окончил художественно-графический факультет Чувашского государственного педагогического института им. И. Я. Яковлева. В 2003 году стал членом Союза художников Российской Федерации. В 1988 году сблизился с художниками группы «Чёрный пруд» из Нижнего Новгорода.
Дружба с поэтом Геннадием Айги подвигла Улангина к работе над оформлением книг. В 1989 году его «Опыт графического общения с лирикой А. С. Пушкина» был удостоен гранта «Пушкинист» Института «Открытое общество». В 1999 году была издана графическая серия к лирике А.Пушкина «Знакомцы давние, плоды мечты моей». Художник создал также иллюстрации к книге Г.Айги «Ветер по травам: Кое-что из российского бельманизма» (Чебоксары, 1997), к сборнику произведений К. М. Бельмана (Чебоксары, 2002; на чувашском языке) и др.
В 2005 году Улангин основал издательство «Free poetry». В библиотечке выпускаемого им журнала «AKZENTY» были напечатаны книги Айги «Поля этого лета» и «Ветер по травам», сборник «Айги — Яковлев» (стихи и рисунки), «Избранное» Андрея Вознесенского, «Воспоминания» художника Николая Дронникова, «Избранное» Александра Блока, повесть «Советские переживания Катарины» М. Ценнстрём, книги стихов современных российских поэтов: «Изабелла» Арсена Мирзаева, «Автопоэзис» Дмитрия Воробьёва, «Автопортрет с Богом на заднем плане» Игоря Васильева, «Конкретный сонет» Александра Макарова-Кроткова, «Время быть одному» Михаила Мартынова, «Запах полыни» Светланы Гордеевой, «Венецианское» Татьяны Данильянц, «Пространство иного» Татьяны Грауз, а также поэтический альманах «Скандинавия-Волга» и др.
Игорь Улангин провел двенадцать персональных выставок в Москве, Санкт-Петербурге, Чебоксарах, Самаре, Нижнем Новгороде, а также в Silkeborg Kunstmuseum (Дания). Он является участником многочисленных групповых выставок.
Работы И.Улангина находятся в коллекциях Чувашского государственного художественного музея (Чебоксары), Silkeborg Kunstmuseum (Силькеборг, Дания), в частных коллекциях России и за рубежом.

## Интервью
- Интервью Игоря Улангина на сайте Минкультуры Чувашии, 2004 год
- Игорь Улангин и Григорий Галкин в телепередаче канала ЮТВ «Чебоксары — культурная столица» рассказывают об «ArtWeek Чебоксары»  Видео
- Интервью Игоря Улангина сетевому журналу Noezis
- Интервью Игоря Улангина газете «Грани» в связи с открытием Недели печатной графики, 2012 год